# Piotr Kosmala
Piotr Kosmala (ur. 29 kwietnia 1967 w Gdańsku) – polski kolarz szosowy, dyrektor grupy Mróz, selekcjoner polskiej kadry w kolarstwie szosowym. 

## Życiorys
Swoje pierwsze kolarskie kroki stawiał w klubie Neptun Pruszcz Gdański. Jeden z najważniejszych ludzi w transformacji polskiego kolarstwa z amatorskiego na zawodowe. Razem z Wojciechem Mrozem w 1995 roku zaczął tworzyć polską profesjonalną grupę kolarską Mróz, pierwszą z grup krajowych, która odnosi znaczące sukcesy. W jej barwach jeździło wielu znanych kolarzy, jak Tomasz Brożyna – zwycięzca Tour de Pologne z 1999 roku, Piotr Wadecki – zwycięzca Wyścigu Pokoju z roku 2000, Uwe Ampler, Raimondas Rumšas, który właśnie w Mrozie rozpoczynał swoją karierę kolarza zawodowego. Warto tu także wymienić takie nazwiska jak: Cezary Zamana, Jacek Mickiewicz, Andrzej Sypytkowski, Zbigniew Piątek czy Piotr Przydział i wielu innych.
Największym sukcesem zawodniczym Kosmali było zwycięstwo w wieloetapowym Międzynarodowym Wyścigu Kolarskim po Ziemi Łódzkiej.